# Малієвецька сільська рада
Малієве́цька сільська́ ра́да — адміністративно-територіальна одиниця та орган місцевого самоврядування в Дунаєвецькому районі Хмельницької області. Адміністративний центр — село Маліївці.

## Загальні відомості
- Територія ради: 40,204 км²
- Населення ради: 1 253 особи (станом на 2001 рік)
- Територією ради протікає річка Ушка

## Населені пункти
Сільській раді підпорядковані населені пункти:
- с. Маліївці
- с. Слобідка-Малієвецька
- с. Сприсівка

## Склад ради
Рада складається з 16 депутатів та голови.
- Голова ради: Муха Анатолій Іванович
- Секретар ради: Музика Алла Антонівна

### Керівний склад попередніх скликань
| Прізвище, ім'я, по батькові | Основні відомості                                                                                     | Дата обрання | Дата звільнення |
| --------------------------- | --- | ------------ | --------------- |
| Муха Анатолій Іванович      | Сільський голова, 1960 року народження, освіта середня спеціальна, член Соціалістичної партії України | 26.03.2006   | 31.10.2010      |
| Муха Анатолій Іванович      | Сільський голова, 1960 року народження, освіта середня спеціальна, безпартійний                       | 31.10.2010   |                 |

Примітка: таблиця складена за даними сайту Верховної Ради України

### Депутати
За результатами місцевих виборів 2010 року депутатами ради стали:

#### За суб'єктами висування
| Суб'єкт висування            | Кількість обраних депутатів | %    |
| ---------------------------- | --------------------------- | ---- |
| Самовисування                | 12                          | 75   |
| Партія «Народна влада»       | 2                           | 12,5 |
| Партія «Демократичний Союз»  | 1                           | 6,3  |
| Соціалістична партія України | 1                           | 6,3  |

#### За округами
| № округу                     | Прізвище, ім'я, по батькові       | Дата визнання обраним | Освіта             | Партійна приналежність | Відомості про обраного депутата                       |
| ---------------------------- | --------------------------------- | --------------------- | ------------------ | ---------------------- | ----------------------------------------------------- |
| Партія «Демократичний Союз»  |                                   |                       |                    |                        |                                                       |
| 16                           | Сулева Людмила Іванівна           | 03.11.2010            | середня            | позапартійна           | тимчасово не працює                                   |
| Партія «Народна влада»       |                                   |                       |                    |                        |                                                       |
| 4                            | Швець Сергій Вячеславович         | 03.11.2010            | середня спеціальна | позапартійний          | Санаторій «Світанок», медична сестра                  |
| 8                            | Мельник Володимир Антонович       | 03.11.2010            | середня спеціальна | позапартійний          | пенсіонер                                             |
| Соціалістична партія України |                                   |                       |                    |                        |                                                       |
| 14                           | Антонюк Ірина Григорівна          | 03.11.2010            | середня спеціальна | позапартійна           | Сприсівський сільський клуб, завідувач клубу          |
| Самовисування                |                                   |                       |                    |                        |                                                       |
| 1                            | Макогончук Ольга Миколаївна       | 03.11.2010            | середня спеціальна | позапартійна           | Малієвецька аптека, санітарка                         |
| 2                            | Ковальчук Світлана Михайлівна     | 03.11.2010            | вища               | позапартійна           | Санаторій Світанок, головний лікар                    |
| 3                            | Віславська Світлана Анатоліївна   | 03.11.2010            | середня            | позапартійна           | Малієвецька загальноосвітня школа І-ІІІ ст., кухар    |
| 5                            | Соловейко Неоніла Олексіївна      | 03.11.2010            | середня спеціальна | позапартійна           | ДПДГ Проскурівк, помічникбухгалтера                   |
| 6                            | Музика Алла Антонівна             | 03.11.2010            | середня спеціальна | позапартійна           | Малієвецька Сільська рада, секретар сільської ради    |
| 7                            | Вітковський Микола Леонідович     | 03.11.2010            | вища               | позапартійний          | СанаторійСвітанок, вчитель                            |
| 9                            | Маліновська Людмила Станіславівна | 03.11.2010            | вища               | позапартійна           | Малієвецька загальноосвітня школа І-ІІІ ст., вчитель  |
| 10                           | Становський Валентин Мечиславович | 03.11.2010            | середня спеціальна | позапартійний          | Малієвецьке лісництво, майстер                        |
| 11                           | Онищук Олександр Григорович       | 03.11.2010            | вища               | позапартійний          | Малієвецька загальноосвітня школа І-ІІІ ст., директор |
| 12                           | Христофор Лариса Михайлівна       | 03.11.2010            | вища               | позапартійна           | Малієвецька загальноосвітня школа І-ІІІ ст., вчитель  |
| 13                           | Пянтковська Лілія Володимирівна   | 03.11.2010            | вища               | позапартійна           | Малієвецька загальноосвітня школа І-ІІІ ст., завуч    |
| 15                           | Вережемська Ольга Леонідівна      | 03.11.2010            | середня            | позапартійна           | тимчасово не працює                                   |